# 格雷索内-拉特里尼泰
格雷索内-拉特里尼泰（法語：Gressoney-La-Trinité，法語發音：[ɡʁɛsɔnɛ la tʁinite]）是意大利瓦莱达奥斯塔大区的一个市镇。总面积65平方公里，人口共315人，人口密度4.8人/平方公里（2009年）。ISTAT代码为007032。